# Socotra pseudocardisoma
Socotra pseudocardisoma is een krabbensoort uit de familie van de Potamidae. De wetenschappelijke naam van de soort is voor het eerst geldig gepubliceerd in 2002 door Cumberlidge & Wranik.